# General Belgrano
General Belgrano – miasto w Argentynie, w prowincji Buenos Aires, stolica partido o tej samej nazwie.
Według danych szacunkowych na rok 2010 miejscowość liczyła 15 394 mieszkańców.